# Гармата-гаубиця

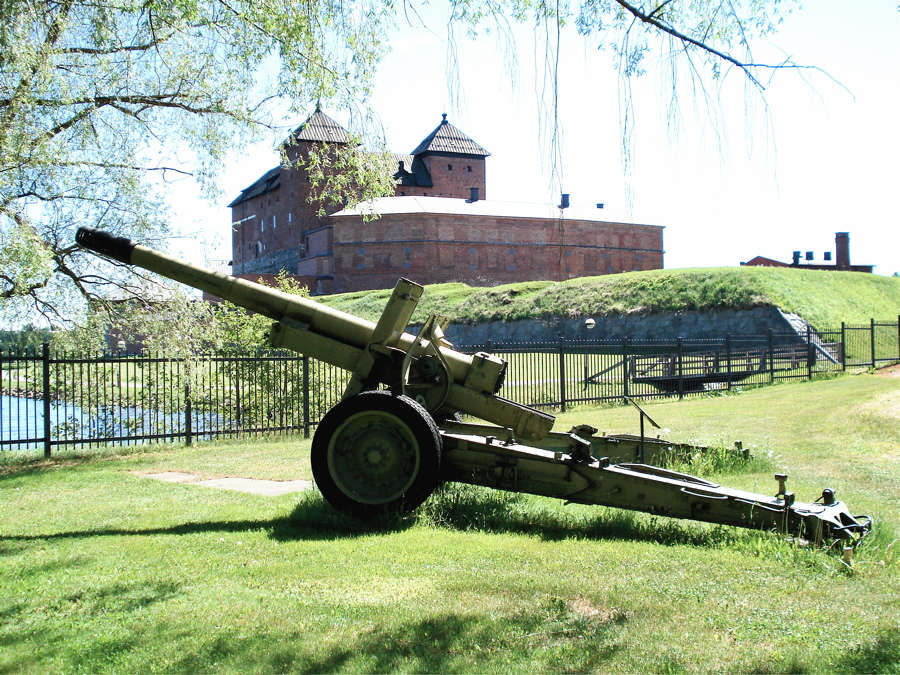
152 мм гармата—гаубиця зразка 1937 року (МЛ—20) у музеї Хямеэнлінна, Фінляндія.

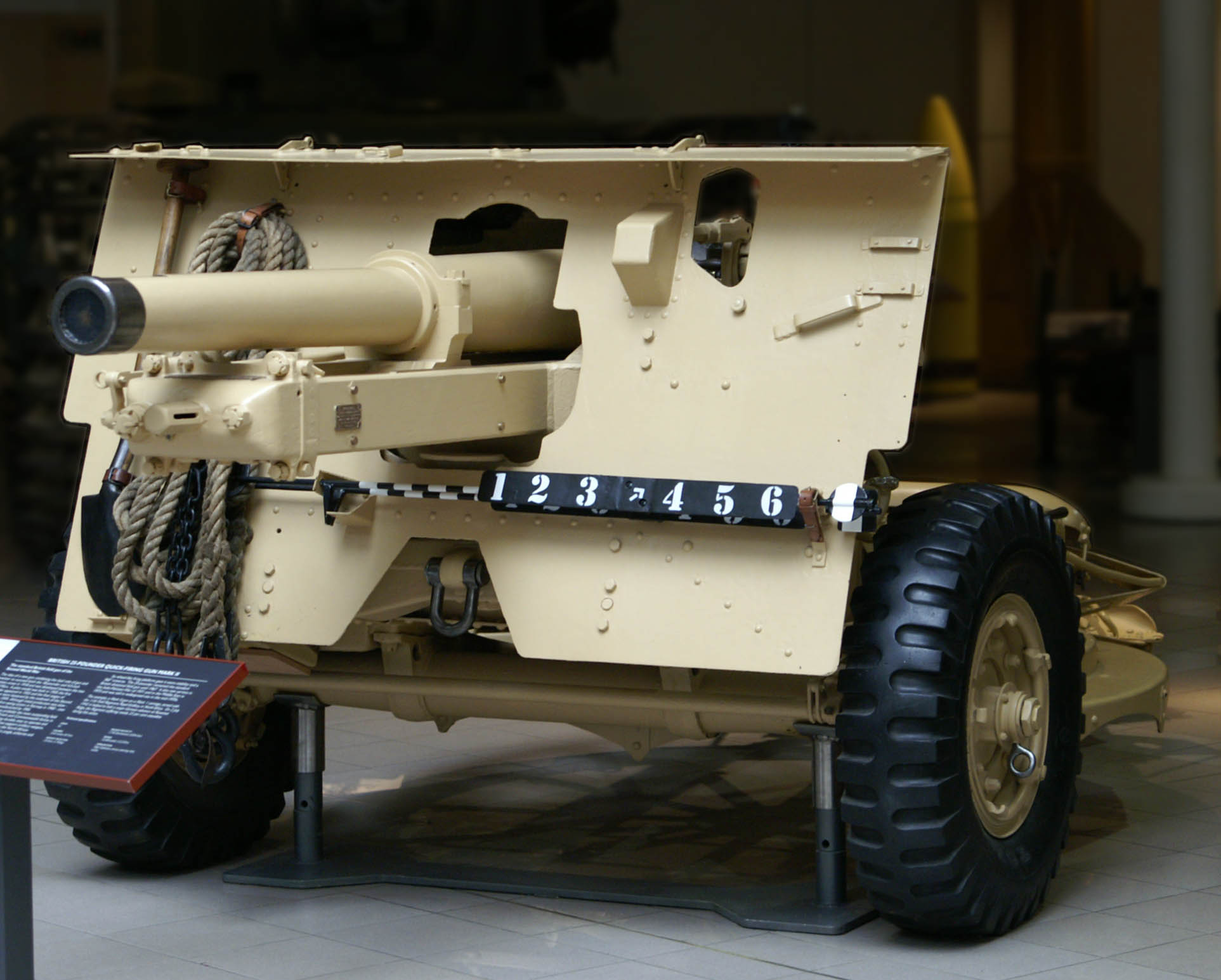
25—фунтова гармата—гаубиця Quick firing Mark II у Imperial War Museum, Лондон.

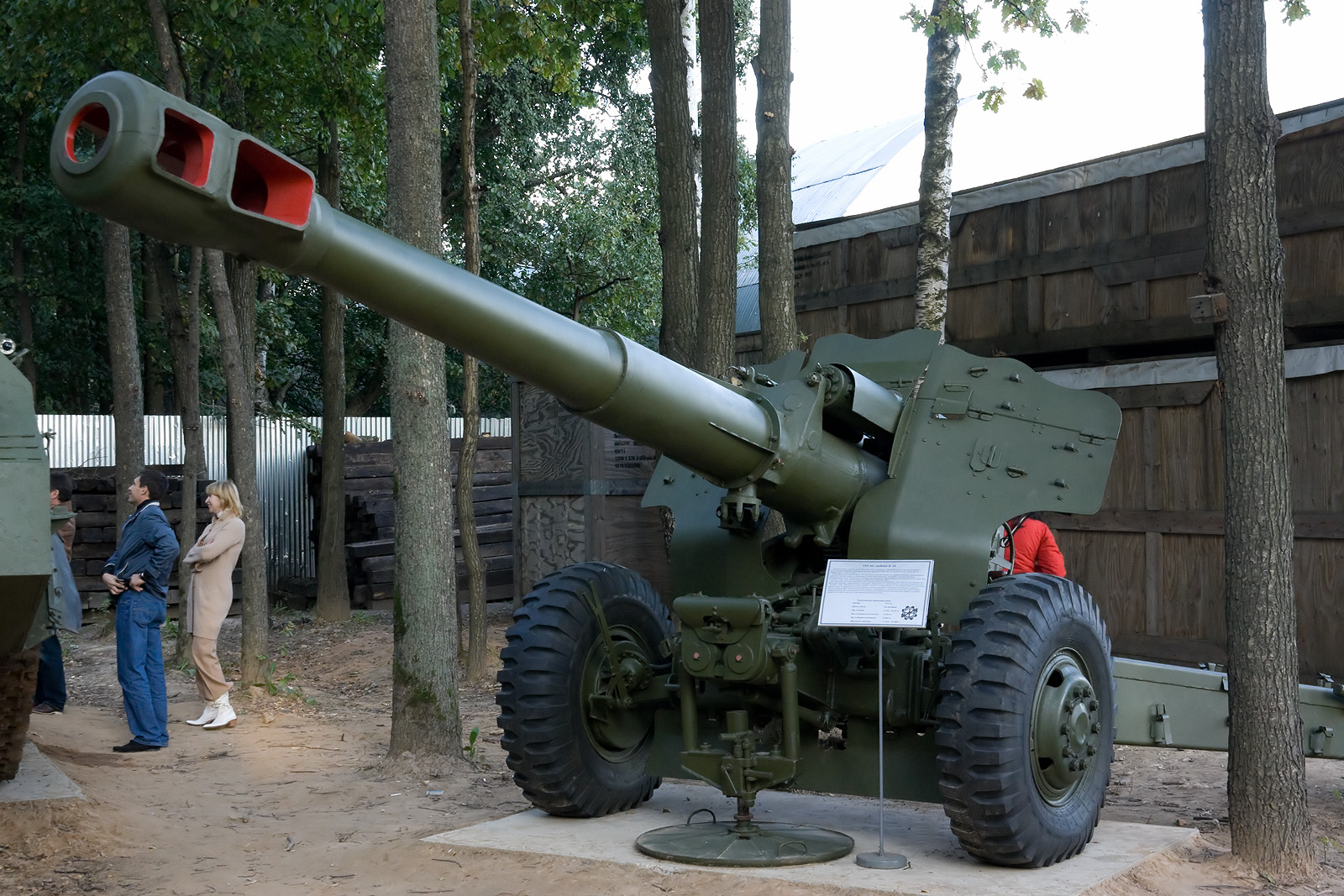
152 мм гармата—гаубиця Д—20. Музей техніки, Архангельське, Московська обл.

Гаубиця-гармата або гармата-гаубиця — артилерійська система, здатна виконувати функції як гаубиці, яка стріляє переважно по навісній траєкторії, так і гармати, яка стріляє переважно по настильній траєкторії. З гаубицею цю гармату зближує великий кут підвищення (близько 60—70°) і використання роздільного заряджання з перемінним зарядом. З гарматою — значна довжина ствола (не менше 30  калібрів) і, відповідно, висока початкова швидкість. Зазвичай (але не завжди) має великий калібр — 120 мм і більше.

## Історія
Термін використовувався переважно в СРСР в 1930-і — 1960-і роки. Фактично він був введений в класифікацію для однієї гармати — 152-мм гаубиці-гармати зразка 1937 роки (МЛ—20). У російській, а на початку і в радянській армії гармати дуже сильно відрізнялися від гаубиць по довжині ствола і максимальному куті підвищення і проблем з класифікацією не виникало. Наприклад, 107 мм гармата зразка 1910/30 років мала довжину ствола 38 калібрів і максимальний кут підвищення 37°, а 122 мм гаубиця зразка 1910/30 років мала довжину ствола 12,8 калібрів і максимальний кут підвищення 45°. Однак в 1930—х роках в СРСР було вирішено модернізувати 152 -мм облогову гармату зразка 1910 року з метою збільшення її дальності стрільби. В ході модернізації кут підвищення збільшився до 45°. Гармата продовжувала називатися гарматою (офіційна назва 152 мм гармата зразка 1910/34 років), але її гаубичні властивості стали настільки явними, що навіть в службових документах цю гармату називали гаубицею. Щоб уникнути плутанини, для нової гармати був придуманий спеціальний термін — «гаубиця-гармата».
Область бойового застосування гаубиці—гармати є дуже широкою і одночасно поєднує в собі можливості гаубиці (боротьба з відкрито розташованою і прихованою живою силою і польовими фортифікаціями супротивника) і гармати (боротьба з бронетехнікою і довготривалою фортифікацією, стрільба на далекі дистанції). Однак у гаубиці-гармати віддається перевага гаубичним властивостями (кращі можливості по навісному вогню), а при переважанні гарматних властивостей універсальна гармата буде класифікуватися як гармата—гаубиця.
Поєднання властивостей двох типів артилерійських систем в одному є складним технічним завданням, рішення якого вимагає майстерності і навіть таланту з боку артилерійського конструктора. Дуже часто універсальні гармати виходили набагато гіршими ніж спеціалізовані і на озброєння не приймалися. Тому існує дуже мало широковідомих представників класу гаубиць—гармат. Однак серед них є дві гармати, визнаних шедеврами світової конструкторської артилерійської думки: це легка 25-фунтова англійська гаубиця-гармата QF 25 pounder і радянська важка 152 мм гаубиця—гармата зразка 1937 роки (МЛ—20). Також гаубицею—гарматою можна вважати німецьку мортиру 21 cm Mrs.18 (довжина ствола 31 калібр і максимальний кут підвищення 70°). (Взагалі—то 21 cm Mrs.18 це вже гармата—мортира.) Близька до цього класу гармата німецька гаубиця 15 cm s.F.H.42 (довжина ствола 32,5 калібру, максимальний кут підвищення 45°). Як гармата-гаубиця класифікувалося радянських 152 мм гармата Д-20, іноді до цієї категорії відносили 122 мм гармату зразка 1931/37 рр. (А—19). Також явно є гарматами-гаубицями німецька 17 cm K.Mrs.Laf і ряд інших потужних гармат з кутами підвищення близько 45—50°.
Іноді як гаубиці—гармати класифікують легкі піхотні (полкові) гармати на зразок 7,5 cm leIG 18, що важко визнати обґрунтованим, оскільки ці гармати мали невелику довжину ствола (менше 20 калібрів). Також не є гаубицями-гарматами великокаліберні зенітні гармати і універсальні гармати типу Ф—22, оскільки вони не мають роздільно-гільзового заряджання і змінного заряду.
В даний час термін гаубиця-гармата має виключно історичне значення, оскільки практично всі сучасні гаубиці мають ствол значної довжини і, таким чином, є гаубицями-гарматами. Так, наприклад, сучасна 152 мм буксирувана гаубиця 2А65 «Мста-Б» має ствол довжиною 53 калібри і максимальний кут підвищення 70°.